# Алиун Фал
Алиун Фал (на френски: Alioune Fall) е сенегалски футболист, който играе на поста централен нападател. Състезател на Ред Стар.

## Кариера
На 17 януари 2020 г. Фал е обявен за ново попълнение на старозагорския Берое. Дебютира на 16 февруари при победата с 0:2 като гост на Етър.